# Тальмессінг
Тальмессінг (нім. Thalmässing) — громада в Німеччині, розташована в землі Баварія. Підпорядковується адміністративному округу Середня Франконія. Входить до складу району Рот.
Площа — 80,57 км2. Населення становить 5274 ос. (станом на 31 грудня 2020).